# Arkadiusz Czapor
Arkadiusz Czapor (ur. 1 września 1963) – polski siatkarz, reprezentant Polski, medalista mistrzostw Polski.

## Kariera sportowa
Karierę sportową rozpoczynał w Chełmcu Wałbrzych, z którym w sezonie 1982/1983 debiutował w ekstraklasie (9. miejsce i spadek z ligi). Od 1983 był zawodnikiem Resovii. Z rzeszowskim klubem zdobył brązowy medal mistrzostw Polski w 1987 i 1988 oraz Puchar Polski w 1987. W latach 90. wyjechał do Belgii, gdzie występował w klubach Desimpel Torhout, Iveco Lennik i Genk. Od 2000 do 2003 był grającym trenerem w luksemburskim VC Mamer, następnie trenował kobiecą drużynę VC Lorentzweiler.
W reprezentacji Polski seniorów debiutował 21 maja 1983 w towarzyskim spotkaniu z Kubą, wystąpił m.in. na mistrzostwach świata w 1986 (9. miejsce) i Igrzyskach Dobrej Woli w tym samym roku (7. miejsce). Ostatni raz w biało-czerwonych zagrał 5 lipca 1987 w towarzyskim spotkaniu z Rumunią. Łącznie w I reprezentacji Polski wystąpił w 95 spotkaniach.